# روزهای مه‌آلود
روزهای مه‌آلود یک مجموعه تلویزیونی محصول سال ۱۳۷۹ به کارگردانی، نویسندگی فیاض موسوی و تهیه‌کنندگی عباس باباجعفری می‌باشد که از برنامه سیمای خانواده شبکه یک پخش شد.

## بازیگران
- اسماعیل سلطانیان
- ساقی زینتی
- الیزا جوهری
- انوش نصر
- پدیده برومند
- پیمان شریعتی
- حسین رفعتی
- سیروس گرجستانی
- علیرضا علیا
- محمدرضا مقدم
- مهدی فریضه
- مهدی مددکار
- مهران احمدی